# 高円宮杯全日本中学校英語弁論大会
高円宮杯全日本中学校英語弁論大会（たかまどのみやはい ぜんにほん ちゅうがっこう えいご べんろんたいかい）は、読売新聞社と日本学生協会基金が主催する、毎年11月に行われる中学生を対象にした日本最大の英語弁論大会。名誉総裁は高円宮妃。

## 概要
1949年、「高松宮杯全日本中学校英語弁論大会」として始まり、1987年の高松宮宣仁親王の薨去後は、高円宮憲仁親王・同妃久子が名誉総裁となり、1999年の第51回大会から「高円宮杯」となった。2002年の高円宮憲仁親王の薨去後は、高円宮妃が単独で名誉総裁となっている。
後援は外務省、文部科学省、NHK、都道府県教育委員会、都道府県英語教育団体。
中央大会のうち1・2日目の決勝予選大会は港区の赤坂区民ホールで行われ、3日目の決勝大会は有楽町のよみうりホールで行われる（2013～2015年は読売新聞東京本社内にあるよみうり大手町ホール）。大会後には帝国ホテル孔雀の間において記念レセプションが行われる。

## 大会のシステム

### 基本ルール
論題は自由。制限時間は5分間。視覚に訴える道具などは使用できない。参加できるのは日本の中学校に在籍する生徒。学校の代表として出場するため、参加には校長の推薦が必要。英語圏在住歴の長い者などは参加資格が与えられない場合がある。

### 地区大会
地区により若干異なるが、9月～10月頃に各地区の予選が行われる。各地区すべて合わせて151校が11月の中央大会に参加する。内訳は東京都・神奈川県・大阪府・北海道が5校ずつ、愛知県、福岡県が4校ずつ、その他の府県は3校ずつ。

### 中央大会
東京で行われる。11月の大会の3日間のうち、はじめの2日間で151人から27人へと人数を絞り（決勝予選大会）、3日目の決勝大会では27人が高円宮杯を目指す。
1位の生徒には高円宮杯が与えられるほか、コカ・コーラ社提供の高校大学奨学金（1～3位）、三菱商事提供の英国研修（1～3位）などの副賞がある。
決勝大会の後には記念レセプションが行われ、名誉総裁の高円宮妃、審査委員、協賛各社・団体代表、代表生徒、保護者、指導教諭など、約800人が一堂に会する。

## 主な協賛・後援団体
- 三菱商事
- ぺんてる
- 日本IBM
- 日本テレビ小鳩文化事業団

## 大会沿革
- 1946年 - 鈴木啓正が日本学生協会(JNSA)を設立。高松宮が名誉総裁に就任。設立の理念は「21世紀の日本を担う国際性豊かな青少年を育てるために、国際語である英語を全国の学生、生徒に熟達させる事業を行うとともに、広くその普及を図り、日本文化の発展ならびに国際親善に寄与すること」。
- 1949年 - 高松宮杯第1回全日本中学校英語弁論大会開催。
- 1985年　主催団体の日本学生協会(JNSA)を日本学生協会(JNSA)に改称。
- 1986年 - 高円宮・同妃が大会名誉副総裁に就任。
- 1987年 - 高松宮が薨去。高円宮・同妃が名誉総裁に就任。
- 1998年 - 高松宮杯第50回全日本中学校英語弁論大会開催。
- 1999年 - 高円宮杯第51回全日本中学校英語弁論大会開催。
- 2002年 - 高円宮が薨去。
- 2008年 - 高円宮杯第60回全日本中学校英語弁論大会開催。
- 2018年 - 高円宮杯第70回全日本中学校英語弁論大会開催。

## 同時開催されるイベント
中央大会に出場する生徒を対象とした全日本中学生会議、大会審査委員による講演・討論会を行う全日本英語教育者会議が大会期間中に同時開催される。